# Lorenz Dürnhofer

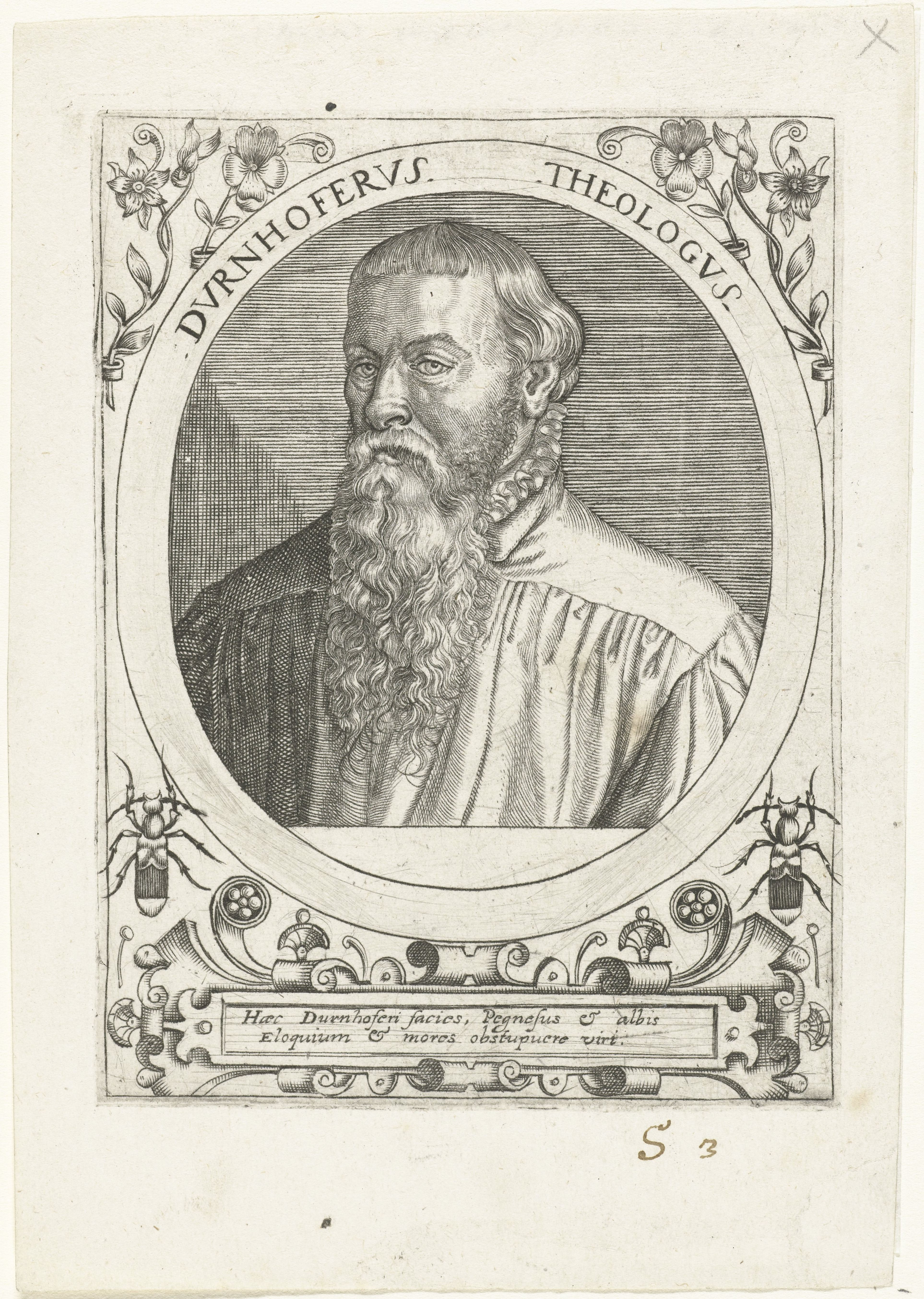
Lorenz Dürnhofer

Lorenz Dürnhofer (* 29. Januar 1532 in Nürnberg; † 18. Juli 1594 ebenda) war ein deutscher evangelischer Theologe.

## Leben
Nachdem Dürnhofer 1545 die Poetenschule in Salzburg besucht hatte, immatrikulierte er sich am 14. März 1550 an der Universität Wittenberg, wo er, von Paul Eber gefördert, die Gunst Philipp Melanchthons erringen konnte. Am 3. August 1553 erwarb er den akademischen Grad eines Magisters und wurde von Melanchthon als Lehrer nach Oelsnitz (Vogtland) empfohlen.
Am 10. Juli 1555 kehrte er nach Wittenberg zurück, wurde als Adjunkt in den Senat der philosophischen Akademie aufgenommen, hielt Vorlesungen und wurde am 15. April 1562 Diakon an der Stadtkirche. 1567 übernahm er ein Pfarramt an der Nürnberger Egidienkirche und wurde dort am 2. November desselben Jahres zum Superintendenten berufen.
Als Philippist wurde in die konfessionellen Auseinandersetzungen mit den Gnesiolutheranern verwickelt und unterschrieb verschiedene Bekenntnisschriften, um sich von dem Vorwurf der Häresie zu distanzieren. Er setzte sich für die Abschaffung des Exorzismus bei der Taufe ein, beteiligte sich 1579 an der Ausarbeitung der Konkordienformel und wurde mit Moritz Heling 1583 mit der Einführung der Priesterordinationen an der Universität Altdorf betraut.